# Roland (kutya)
Roland, Róland (†Munkács, 1709. augusztus 29. vagy 30.) II. Rákóczi Ferenc kutyája.
A hűséges állatról mindössze két forrásunk van, mindkettő a fejedelem belső környezetéhez tartozó udvari embertől származik.
Az egyik Fogarassy István vicekomornyik levele Munkács városából fel a várba, Kőrössy György főkomornyikhoz 1709. augusztus 30-án, amelyben a következőket írja: „Szegény Rollánt ma 11 és 12 óra között megdöglék, – a kit ő Felsége úgy szán, hogy meg nem mondhatom.”
Beniczky Gáspár fejedelmi titkár naplója részletesebben, de már egy nappal korábbról tudósít „Róland” kimúlásáról. Szép szavakkal örökítette meg az eb emlékét, megjegyezve, hogy „legfőképpen urához való ritka hűségért az egész udvar bánta” halálát. Az idegeneket nem engedte Rákóczi közelébe, sőt, mikor az „déli álmot” aludt vagy éjszakai nyugovóra tért, azokat sem engedte ágyához, „akik őfelsége körül gyakran forgolódtak”. Rákóczi szavára viszont mindig engedelmeskedett. Beniczky végül így summázza érdemeit: „Sok olly állapotokat követett el, akit eszes embernek is köllett volna cselekedni, oktalan állatban penig csudálatos volt.”